# Омблој
Омблој (фр. Ambloy) насеље је и општина у централној Француској у региону Центар (регион), у департману Лоар и Шер која припада префектури Вандом.
По подацима из 2011. године у општини је живело 200 становника, а густина насељености је износила 15,2 становника/km². Општина се простире на површини од 13,16 km². Налази се на средњој надморској висини од 125 метара (максималној 134 m, а минималној 99 m).

## Демографија
| 1962. | 1968. | 1975. | 1982. | 1990. | 1999. | 2011. |
| ----- | ----- | ----- | ----- | ----- | ----- | ----- |
| 166   | 212   | 185   | 182   | 166   | 155   | 200   |

График промене броја становника у току последњих година